# Fin Cop

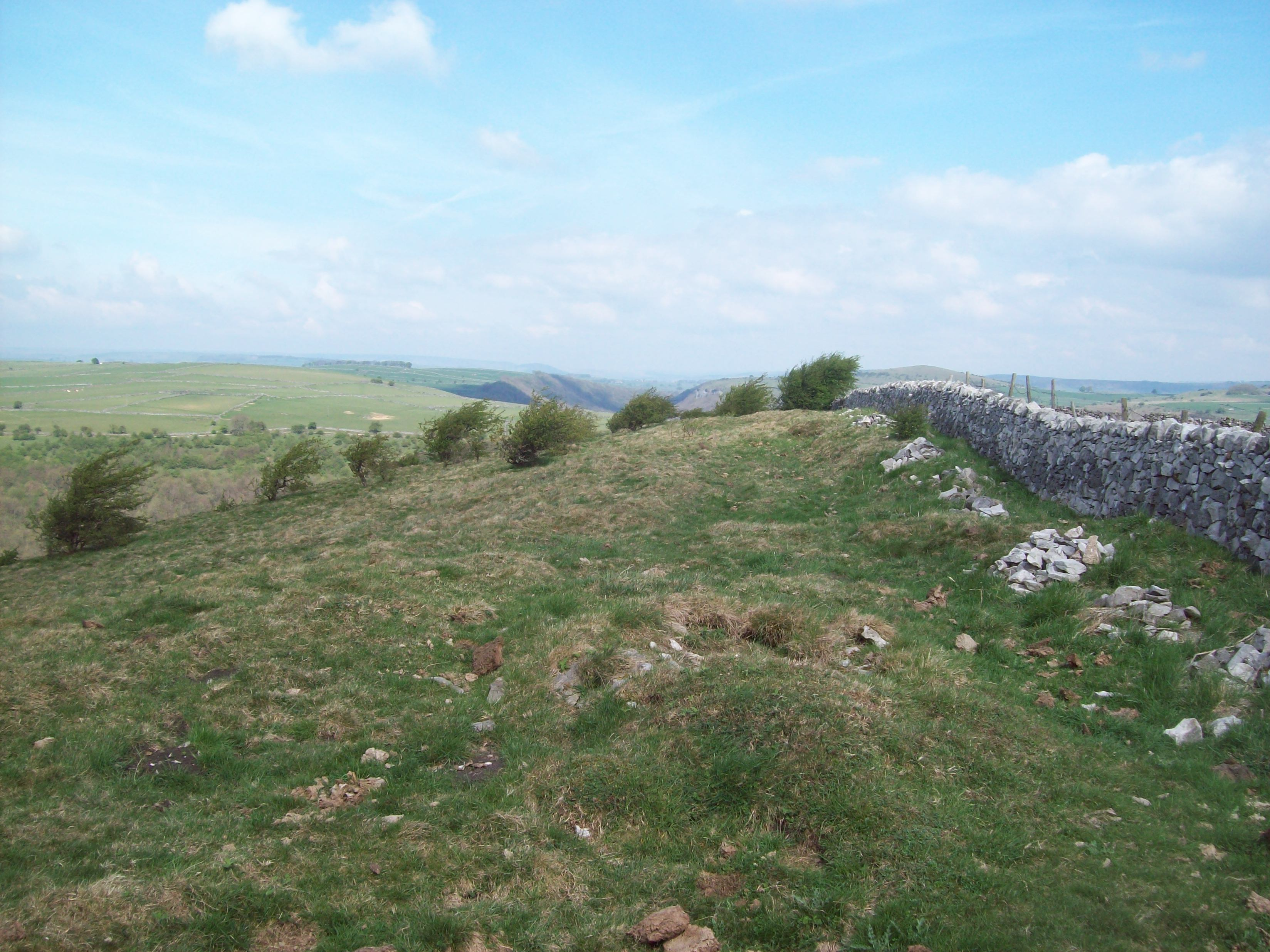
Höchster Punkt

Fin Cop ist ein Hügel im Peak District der mittelenglischen Grafschaft Derbyshire, auf welchem sich ein Hillfort aus der Eisenzeit aus dem Jahr 400 v. Chr. befindet.

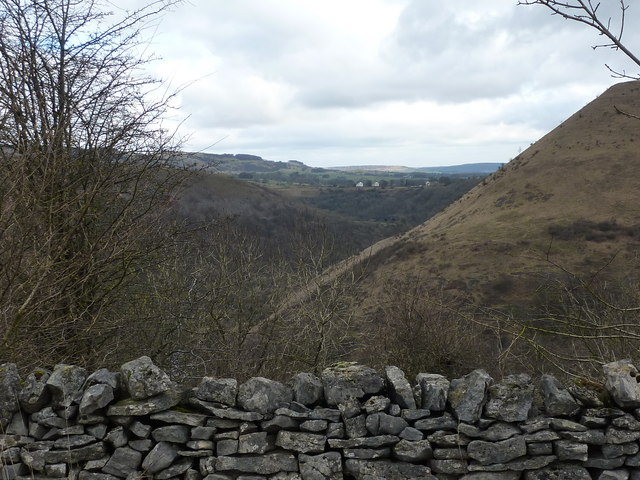
Fin Cop rechts im Bild angeschnitten.

Das Hillfort liegt in 313 m über dem Meeresspiegel und überschaut in der Nähe des Dorfes Ashford-in-the-Water den River Wye, der etwa 160 Meter tiefer liegt. Die nicht durch einen Steilhang geschützte Ost- und Südseite des Hügels ist stärker befestigt als die steil zum Fluss abfallende West- und Nordseite des Cop.
Die Anlage weist darauf hin, dass sie in großer Eile errichtet wurde. In der Vergangenheit hatten britische Archäologen angenommen, dass die mehr als 3000 bekannten Hillforts als Status- und Machtsymbole dienten. Fin Cop deutet darauf hin, dass solche Anlagen auch kriegerischen Zwecken dienten.
Der Ausgrabungsleiter des Archeological Research Service (Archäologischer Forschungsdienst) Clive Waddington teilte mit, dass in einem fünf Meter breiten und zwei Meter tiefen Graben die Überreste der Leichen von Frauen, Säuglingen, eines Kleinkindes und eines Jugendlichen gefunden wurden. In dem bisher aufgedeckten Graben von 10 Metern Länge wurden die Toten offensichtlich getrennt von männlichen Leichen verscharrt und mit Trümmerteilen der Verteidigungsstellung bedeckt.